# 長沼まつり
長沼まつり（ながぬままつり）は福島県須賀川市長沼で開催されている祭りである。よさこい踊りや長沼音頭、子供みこしを繰り広げながら大小10基のねぶた・ねぷたが繰り出す。

## 歴史
1985年（昭和60年）に1基のねぶたを譲り受けたことをきっかけに、長沼町青年団体連絡協議会が結成され、第1回石背長沼まつりとして開催された。この祭りには子どもみこしや踊りの愛好団体など19団体が参加した。
翌1986年（昭和61年）には青森ねぶたの視察研修を行い、長沼産第一号ねぶたとなる「雷神」などを制作した。1987年（昭和62年）の第3回から開催日を毎年9月第2土曜日とした。
1989年（平成元年）に長沼まつり実行委員会が結成され、名称を「長沼まつり」とした。
2007年（平成19年）、長沼まつり実行委員会は第18回みんゆう県民大賞ふるさと賞を受賞した。
しかし、後継者不足のため、2024年（令和6年）9月で終了することとなり「第38回長沼まつりFINAL（ファイナル）」として開催されることになった。